# Feldbahn Murgaš–Kažani
| Brücke bei km 36,7 Illing-Heeresfeldbahn-Lokomotive auf der Brücke bei km 36,7          |                     |                                |                                |
| Vermutlicher Streckenverlauf auf einer Karte von 1921 mit historischen Ortsnamen        |                     |                                |                                |
| Spurweite:                                                                              | 600 mm (Schmalspur) |                                |                                |
|                                                                                         |                     |                                |                                |
| \| \| \| Murgaš (seit 1946 Demir Hisar) \| \| \| \| Lera (Bitola) \| \| \| \| Kažani \| |                     |                                |                                |
| Kopfbahnhof Streckenanfang (Strecke außer Betrieb)                                      |                     | Murgaš (seit 1946 Demir Hisar) | Murgaš (seit 1946 Demir Hisar) |
| Bahnhof (Strecke außer Betrieb)                                                         |                     | Lera (Bitola)                  | Lera (Bitola)                  |
| Kopfbahnhof Streckenende (Strecke außer Betrieb)                                        |                     | Kažani                         | Kažani                         |

Die Feldbahn Murgaš–Kažani war eine während des Ersten Weltkriegs von deutschen Streitkräften verlegte, mehr als 37 Kilometer lange, schmalspurige Feldbahn im heutigen Nordmazedonien.

## Lage
Die Strecke begann in Murgaš, das auch Murgaševo und seit 1946 Demir Hisar genannt wird. Sie verlief  anfangs im Flusstal der Crna Reka, knapp 25 Kilometer nordwestlich von Bitola, der Hauptstadt der Region Pelagonien.
Kažani war neben dem nahegelegenen Aromunendorf Malovište einer der beiden Ausgangspunkte für die Besteigung und Versorgung des strategisch wichtigen 2601 m hohen Pelister (Peristeri). Es liegt an einem der Quellbäche des Flusses Šemnica oberhalb des Militärlagers Lera am heutigen Streževosee.

## Geschichte
Die Heeresfeldbahn wurde 1914–1918 von der Eisenbahnbaukompanie 32 und anderen Einheiten auf Befehl der deutschen Militäreisenbahndirektion 7 gebaut. Aufgrund des schwierigen Geländes war der Bau mehrerer aufwendiger Holzbockbrücken erforderlich.

## Betrieb
An der Front lag immer Munition für 4 „Verdun-Schusstage“ bereit. Auf der Strecke lag der Vorrat für weitere zwei Tage und am Ende der Feldbahn noch einmal so viel. Um täglich 100 Tonnen und gelegentlich bis zu 300 Tonnen Munition zu transportieren, wären ohne die Feldbahnen und die von ihnen belieferten Seilbahnen unverfügbar viele Ochsenkarren erforderlich gewesen.